# Ксєнжи Потік
 Ксєнжи Потік (пол. Księży Potok (dopływ Uszwicy) — річка в Польщі, у Бохенському повіті Малопольського воєводства. Ліва притока Ушвици, (басейн Балтійського моря).

## Опис
Довжина річки 5,5 км, найкоротша відстань між витоком і гирлом — 5,28 км, коефіцієнт звивистості річки — 1,05 . Формується безіменними струмками.

## Розташування
Бере початок на південно-східній стороні від села Полом-Дужи. Тече переважно на південний схід через Ліпницю-Гурну і у Ліпниці-Мурованій впадає у річку Ушвицю, праву притоку Вісли.